# 退職
退職（たいしょく）とは、就業していた労働者が、その職を退き労働契約を終了させること。一般的には退社や離職という表現をとる場合もある。
- 雇用終了
  - 解雇
  - 雇い止め
  - 会社都合退職
  - 自己都合退職

## 日本における雇用終了
- 労働基準法について、以下では条数のみ記す。

労働条件通知書

退職に関する事項（解雇の事由を含む）は、就業規則の絶対的必要記載事項とされていて、使用者は退職の事由を就業規則に記載しなければならない（第89条）。また労働条件の絶対的明示事項ともされていて、使用者は労働契約締結に際して労働者に対して解雇の事由を書面で明示しなければならない（第15条1項）。

### 退職事由の分類
おもに労働者個人の事情によるもの（いわゆる自己都合退職）と、事業者側の事情によるもの（いわゆる会社都合退職）に大別される。またあらかじめ契約の終期が決まっていてその時期が到来したもの（就業規則に定めた年齢に達したことによる定年退職、労働契約期間満了に伴う退職、等）がある。

#### 自己都合退職
労働者からの意思表示により労働契約の解除を申し入れるものである。法令上は口頭での申し入れも有効であるが、一般的には書面（退職願・退職届）を提出することが多い。この意思表示は撤回することができない（民法第540条2項）。
なお、民法上は、解除を申し出た日の2週間後に解除されることになっているが（民法第627条）、就業規則や個別契約の特約があればそちらの規定が優先される。申し出た日に使用者側が合意すれば、「労働契約の合意解除」になり即日もしくは14日より以前もしくは以降の解除も可能である。
労働契約締結の際に使用者が明示した労働条件が、事実と異なる場合において、労働者側から労働契約を即時に解除することができる（懲戒退職、第15条2項）。
女性が結婚に伴い退職する場合を俗に「寿退職」「寿退社」と表現する場合もあるが、女性の働き方の変化により、21世紀の現在では廃語（死語）になりつつある。代わりに2010年代には介護業界などの低賃金の業界で働く男性が、結婚を機に妻子を養えるようにより稼げる業界に転身する「男の寿退社」という言葉も登場している。

#### 会社都合退職
使用者から労働者に退職するよう勧奨するもの（いわゆる退職勧奨）、使用者の発意による雇用終了（解雇）があたる。解雇は、労働者を個別に解雇する普通解雇、重大な法令・就業規則違反のあった労働者に対する懲戒解雇、事業所の経営上の都合による人員整理、事業縮小に伴う整理解雇などがある。

#### 解雇
解雇とは労働契約の会社からの一方的破棄であり、労働者の生活の糧を得る手段を失わせるものであるから、その実施については厳格な法的要件が使用者に課されている。
解雇は、客観的に合理的な理由を欠き、社会通念上相当であると認められない場合は解雇権の濫用（不当解雇）として無効である（労働契約法16条）。

### 退職時等の証明

退職事由に係るモデル退職証明書

労働者が、退職の場合において、退職時の証明書を請求した場合においては、使用者は、遅滞なくこれを交付しなければならない（22条1項）。法定の記載事項は以下のとおりであるが、労働者からの請求があればこれら以外の事項を記載しても差し支えない。一方これらの事項であっても、証明書には、労働者が請求しない事項を記入してはならない（22条3項）。
- 使用期間
- 業務の種類
- その事業における地位
- 賃金
- 退職の事由（退職の事由が解雇の場合にあっては、その理由を含む）
  - 「解雇の理由」については、具体的に示す必要があり、就業規則の一定の条項に該当する事実が存在することを理由として解雇した場合には、就業規則の当該条項の内容及び当該条項に該当するに至った事実関係を証明書に記入しなければならない（平成15年10月22日基発第1022001号）。

解雇予告された労働者は、退職の日までに使用者に解雇の理由を記した証明書を請求することができ、請求を受けた使用者は遅滞無く交付しなければならない。ただし、解雇予告を受けた労働者が、解雇以外の事由で退職した場合は、退職の日以降、使用者は交付する責を負わない（22条2項）。この場合、労働者は、当該解雇予告の期間が経過したからといって、改めて22条第1項に基づき解雇の理由についての証明書を請求する必要はない（平成15年10月22日基発第1022001号）。懲戒解雇の場合であっても同様である。なお、労使の間で退職事由について見解の相違がある場合、使用者は自らの見解を証明書に記載して遅滞なく交付すれば、それが虚偽である場合を除き、22条違反とはならない（平成11年3月31日基発169号）。なお、雇用保険法における離職票を交付することで退職時の証明書に代えることはできない（平成11年3月31日基発169号）。請求の回数に制限はない。請求の時効は2年となる（115条）。
また使用者は、あらかじめ第三者と謀って労働者の就業を妨げることを目的として労働者の国籍、信条、社会的身分若しくは労働組合運動に関する通信をし、または証明書に秘密の記号を記入してはならない（22条4項）。いわゆるブラックリストによって就業を妨害することを禁止する趣旨である（昭和22年9月13日発基17号）。「通信」については22条4項に挙げられた項目についてのみ禁止されるが（限定列挙、昭和22年12月15日基発502号）、「秘密の記号」についてはいかなる項目についても禁止される。なお使用者が第三者からの照会に回答することは禁止されていない。

### 金品の返還
使用者は、労働者の死亡又は退職の場合において、権利者の請求があった場合においては、7日以内に賃金を支払い、積立金、保証金、貯蓄金その他名称の如何を問わず、労働者の権利に属する金品を返還しなければならない。これらの賃金又は金品に関して争がある場合においては、使用者は、異議のない部分を、7日以内に支払い、又は返還しなければならない（23条）。なお、所定の賃金支払日が7日よりも前に到来する場合は、その賃金支払日までに支払わなければならない。 
「権利者」とは、通常は労働者本人であるが、当該労働者の死亡後はその相続人となる。もっとも労働協約・就業規則で民法の遺産相続順位と異なる旨を定めても違法ではない（昭和25年7月7日基収1786号）。なお、一般債権者は含まない（昭和22年9月13日発基第17号）。
「労働者の権利に属する金品」には、労働者が職場に持ち込んだ私物を含む。使用者が労働者に対して有する金銭債権の存在を以て「労働者の権利に属する金品」の返還を拒むことはできない（昭和41年2月2日39基収8818号）。
なお、退職手当については、7日を超えても、あらかじめ就業規則で定められた支払期日に支払えば足りる（昭和26年12月27日基収5483号、昭和63年3月14日基発150号）。
外国人労働者が退職する際には、返還の請求から7日以内に外国人労働者が出国する場合には、出国前に返還すること。また、事業主は、外国人労働者の旅券等を保管しないようにすること、とされる（「外国人労働者の雇用管理の改善等に関して事業主が適切に対処するための指針」（平成19年厚生労働省告示第276号））。

### 雇用保険上の退職の扱い
雇用保険被保険者が離職した場合、所定の要件を満たせば離職後に求職者給付の基本手当を受けることができる。
離職理由によっては待期期間（7日間）後に給付制限期間（原則3ヶ月）が発生する。事業所の都合による退職（倒産、解雇）や、正当な理由のある自己都合退職（有期雇用者において、希望に反して雇用契約が更新されなかったことにより離職した者）の場合には待期満了の翌日から支給の対象となるが、これらに該当しない退職の場合は給付制限満了の翌日から支給の対象となる。
懲戒退職の場合、労働者からの申出であるが事業所の都合による退職として扱われる。また有期雇用契約の満了による退職は、要件を満たせばやはり事業所の都合による退職として扱われる（雇用保険#特定受給資格者・特定理由離職者を参照）。いっぽう、定年退職の場合は自己都合退職と同じ扱いである。

### 退職金
退職における特別手当として退職金を定める事業者が存在する。
退職金の支給は必ずしも法令上の義務ではなく、就業規則（給与規程を含む）において退職金の規定を定めなくても違法ではない。もっとも、就業規則に規定がない場合であっても、退職金支給が慣例化している事業所にあっては、支払い義務が生ずることがある（宍戸商会事件、東京地裁昭和48年2月27日など）。

### 退職に絡む企業犯罪
退職時には多額の金銭が動くことから、企業によっては税務知識等に疎い従業員に対して詐欺行為等を行うことがあるので注意が必要である。

#### 住民税に関する詐欺行為
住民税の退職時の取り扱いは3つあるが、企業は従業員に対して未払いの住民税を企業が一括で支払う(一括徴収)か自分で支払う(普通徴収)かを選択させる場合がある。従業員が企業による一括支払いを選択した場合、次のような詐欺行為の被害にあうことがある。
- 本来支払うべき金額を上回る過大な額を従業員から精算・徴収する。
- 1月から5月は2年前の所得に対する住民税を支払うが、この時期に退職する際に前年の所得に対する住民税と称して過大な金額を精算・徴収する。前年の所得に対する住民税は6月まで決定しないので金額は決めようがない。
- 6月から12月に退職する際、住民税を一括徴収にて従業員との間で精算するが、市区町村へは一括徴収ではなく普通徴収として処理を行う。

#### 事後対策
市区町村役場にて住民税の納税証明を普通徴収分と特別徴収分に分けて取得することで、実際に企業が何月にいくら支払ったか後日確認可能である。

## 米国における退職

### 退職事由の分類
米国では退職事由を4つに分類することが多い。
1. 会社都合による解雇（Termination Without Cause）[3]
会社都合による解雇には企業買収による権限の縮小や処遇の低下など会社側の事情で自発的退職を余儀なくされた場合（Good Reasonと呼ばれる場合）を含む[3]。
2. 自己都合退職（Voluntary Resignation）[3]
3. 懲戒解雇（Termination for Cause）[3]
4. 障害または死亡（Disability・Death）[3]

### セベランス・ペイ
米国では解雇に伴って支払われる割増退職金（解雇手当）をセベランス・ペイ（Severance Pay）という。
会社都合による解雇や雇用者の障害・死亡の場合にはセベランス・ペイの対象となることがある。自己都合退職や懲戒解雇の場合にはセベランス・ペイの対象とならない。
なお、セベランス・ペイはゴールデンパラシュート（Golden Parachute）ともいうが、後者は特に企業買収の際の語として用いられることもある（ゴールデンパラシュートを参照）。

## 健康
2020年11月17日に公開されたOccupationaland Environmental Medicine誌の調査によると、女性は平均して、退職後の座りがちな時間の急激な増加（毎日20分以上）が働いていたときと比べて見られた。これは不健康なパターンであり、心血管疾患のリスクが高くなる可能性がある。

## 婉曲表現
「退職」という言葉を直接用いず、その分野にまつわる道具・器具・場所などを用いた婉曲表現で置き換えて表現する場合がある。
「定年を迎える」、「後進に道を譲る」、「身を引く」、「座を明け渡す」「卒業する」など